# Льюис, Джон Фредерик
Джон Фредерик Льюис (англ. John Frederick Lewis, 14 июля 1804, Лондон — 15 августа 1876, Уолтон-он-Темс) — английский художник-ориенталист.

## Жизнь и творчество
Сын живописца и графика Фредерика Кристиана Льюиса. Значительную часть своей жизни художник провёл за пределами Англии. Жил в Италии, 1840—1841 годы провёл на Балканах; между 1832 и 1834 годами жил в Испании, в 1841—1850 — в Египте (в Каире). В 1851 году Льюис возвратился в Англию и вплоть до своей смерти в 1876 году проживал в небольшом городке Уолтон-на-Темзе.
В 1859 году Дж. Ф.Льюис стал членом-корреспондентом Королевской академии художеств; в 1865 году он уже являлся действительным членом Академии. Был также членом Королевского общества художников-акварелистов.
Произведения хранятся в различных музеях и собраниях изобразительного искусства США и Великобритании. После длительного периода забвения картины Льюиса с 1970-х годов вновь пользуются большим спросом у коллекционеров и на международных художественных аукционах продаются за суммы, исчисляемые в миллионах фунтов стерлингов.

## Галерея

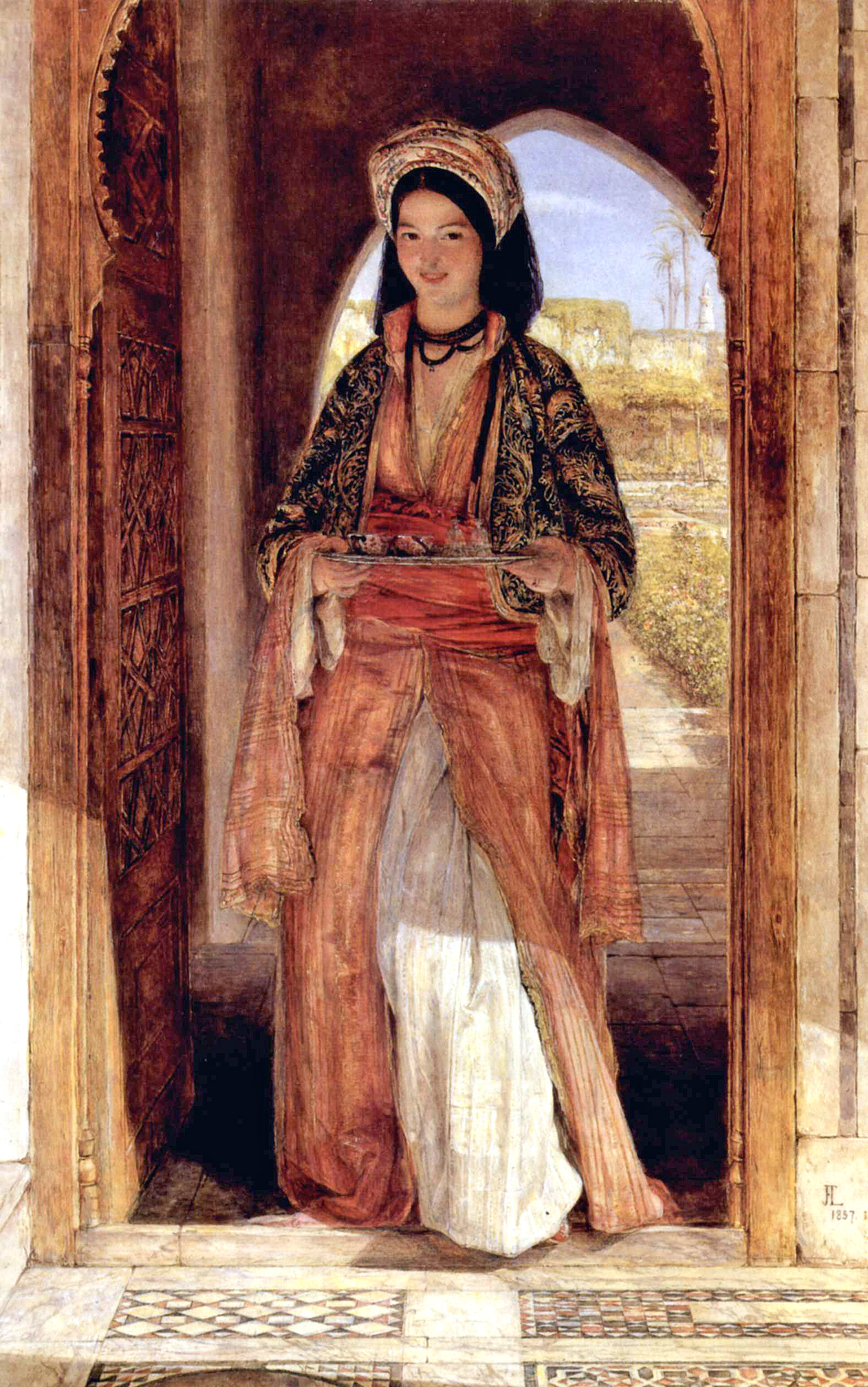
Служанка в кофейне (1857)
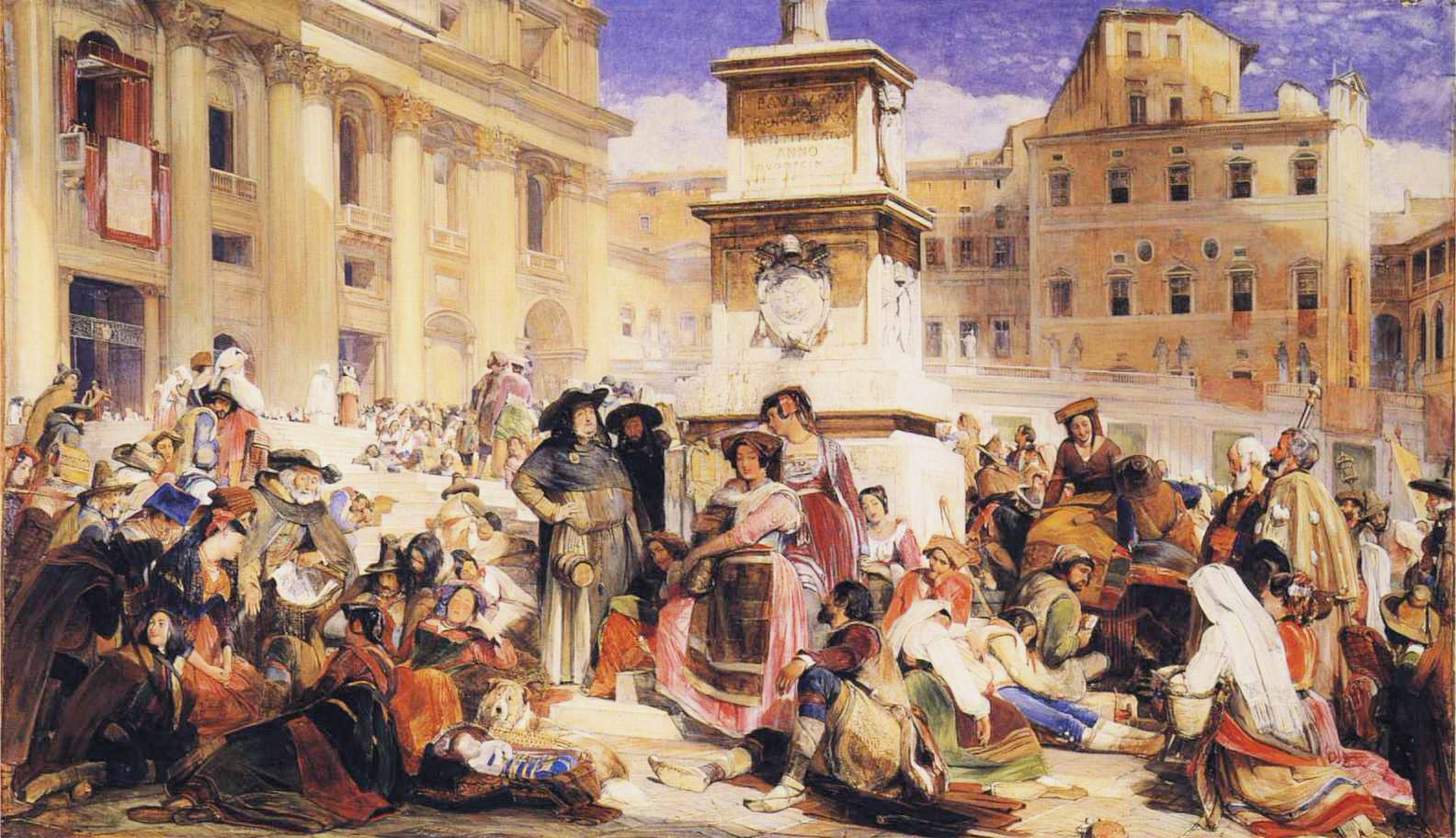
Пасха в Риме, 1840
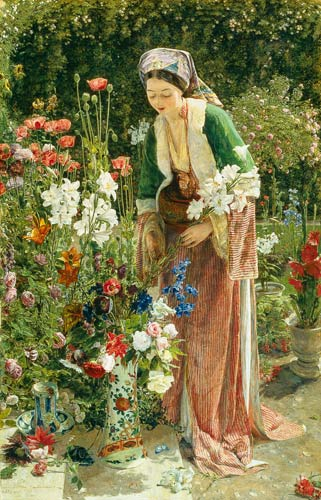
В саду бея, 1865
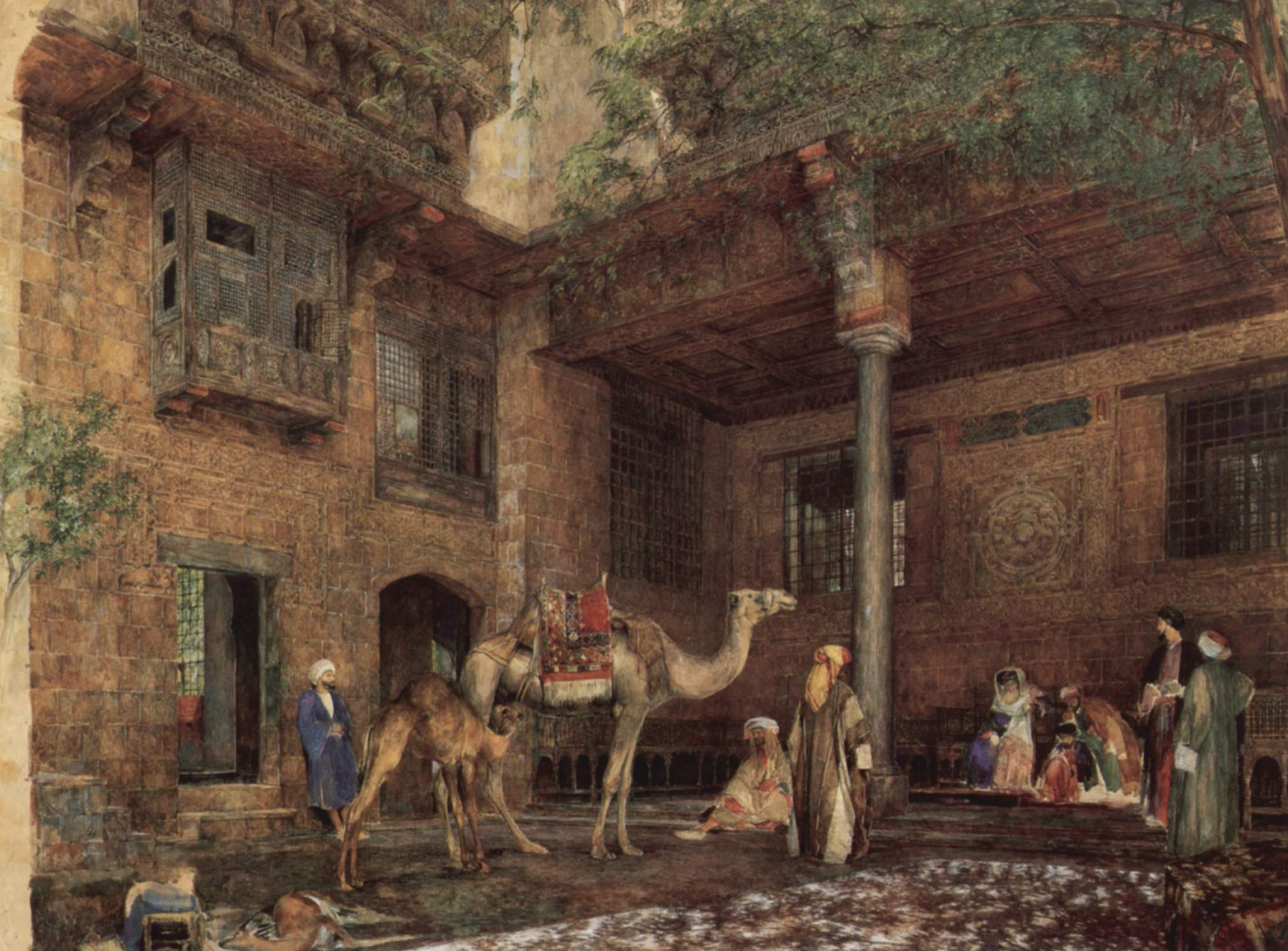
Дом Льюиса в Каире, 1871
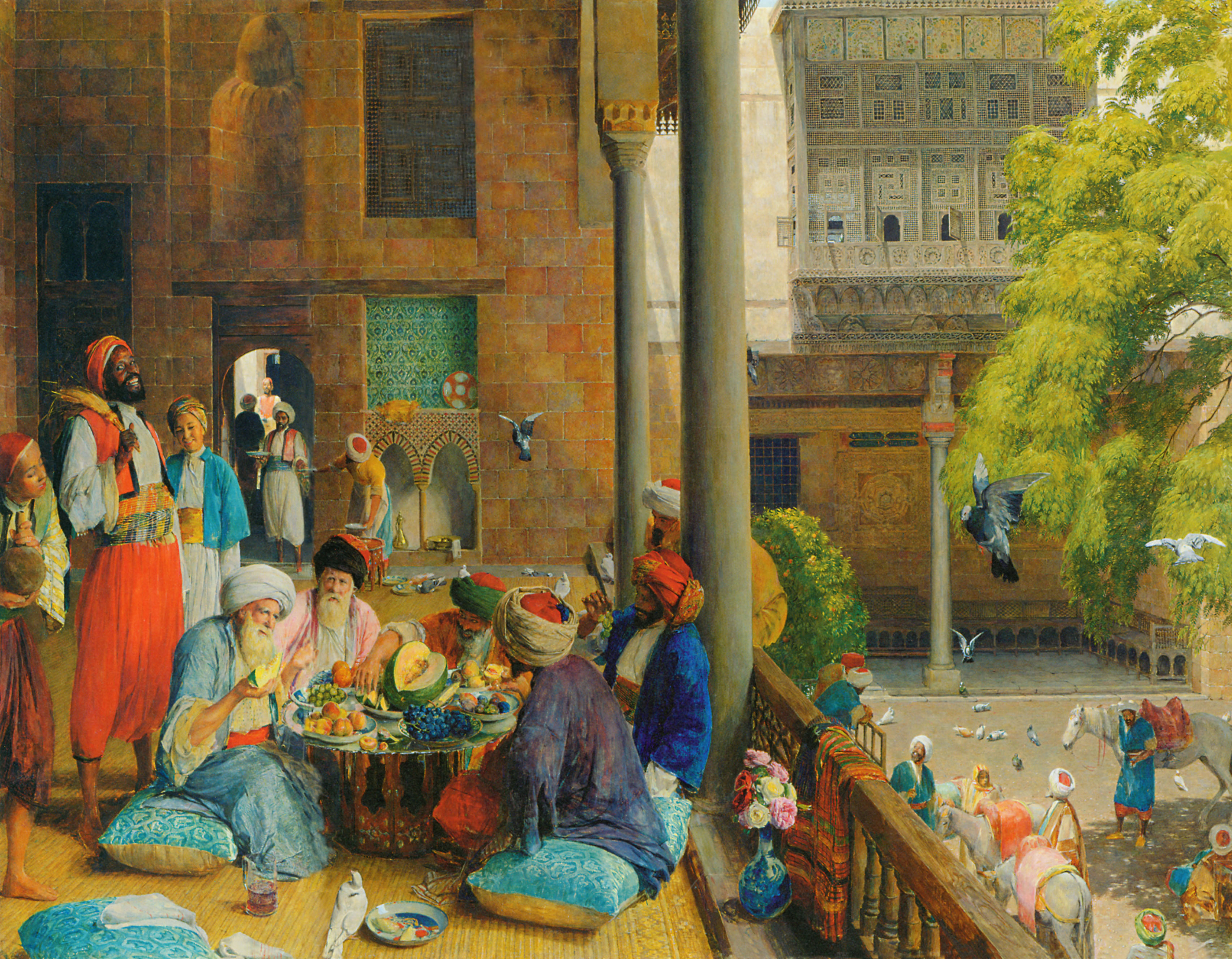
Обед, 1875
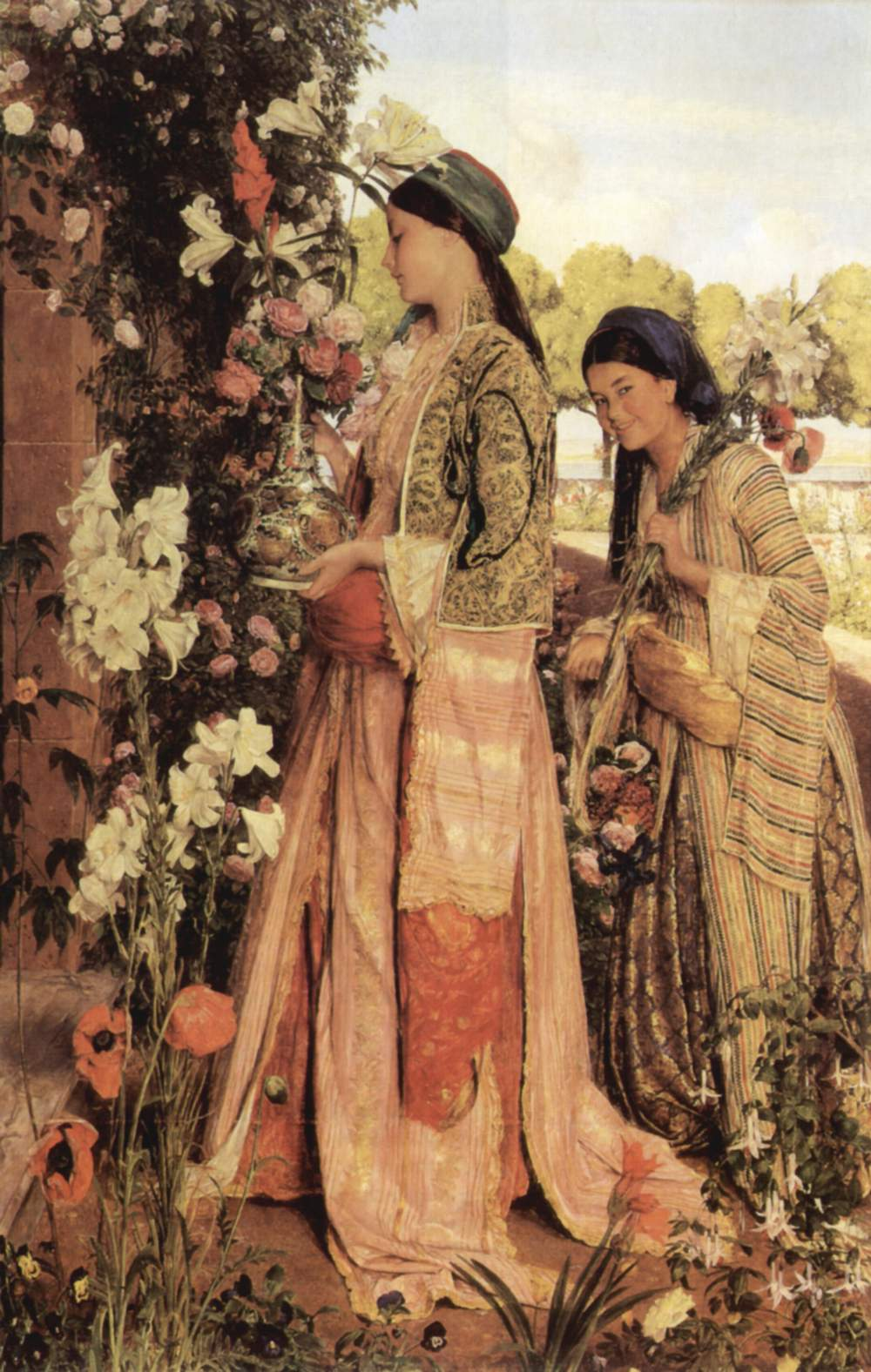
Душистые лилии (1871)
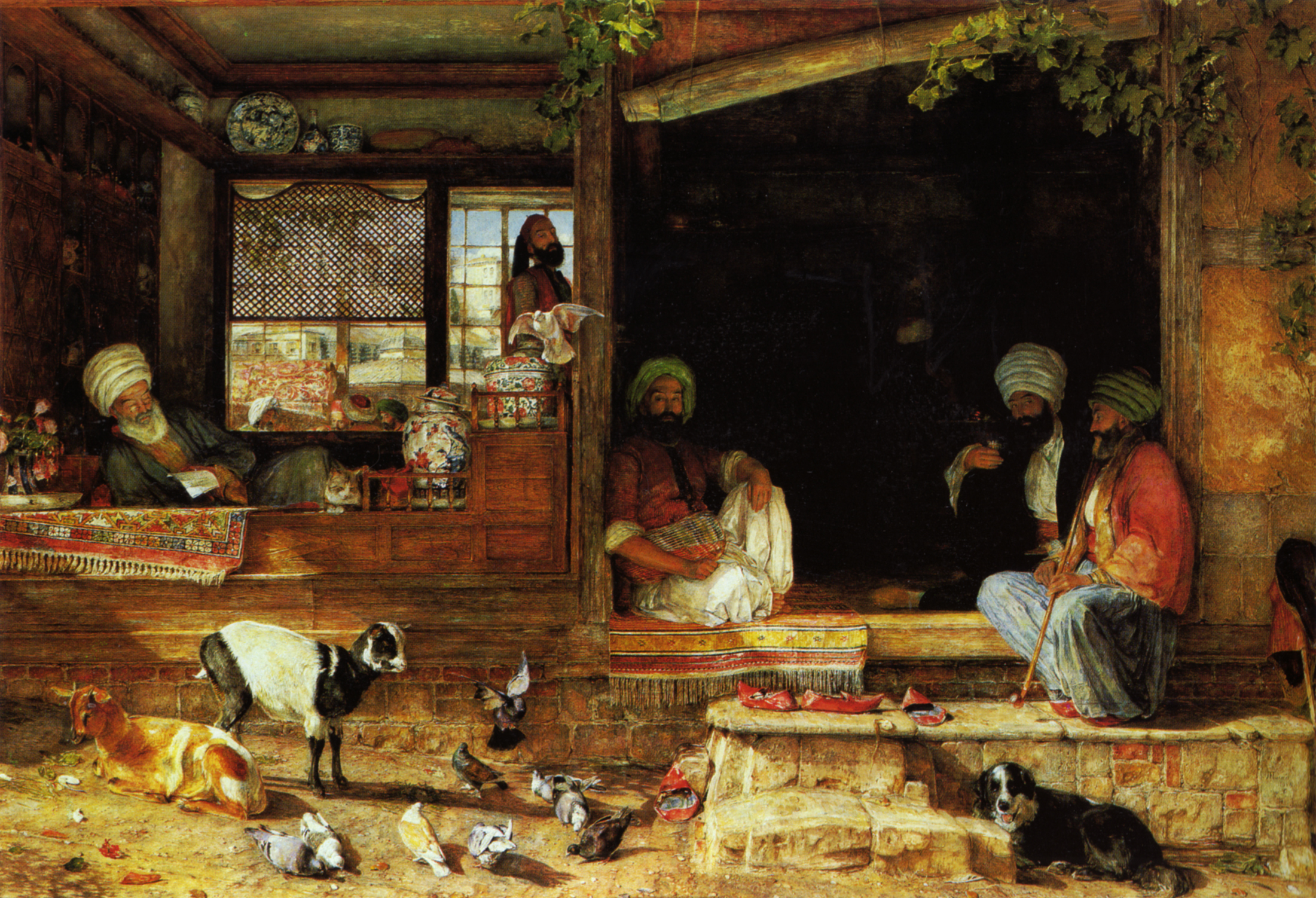
Кебаб-духан (1858)
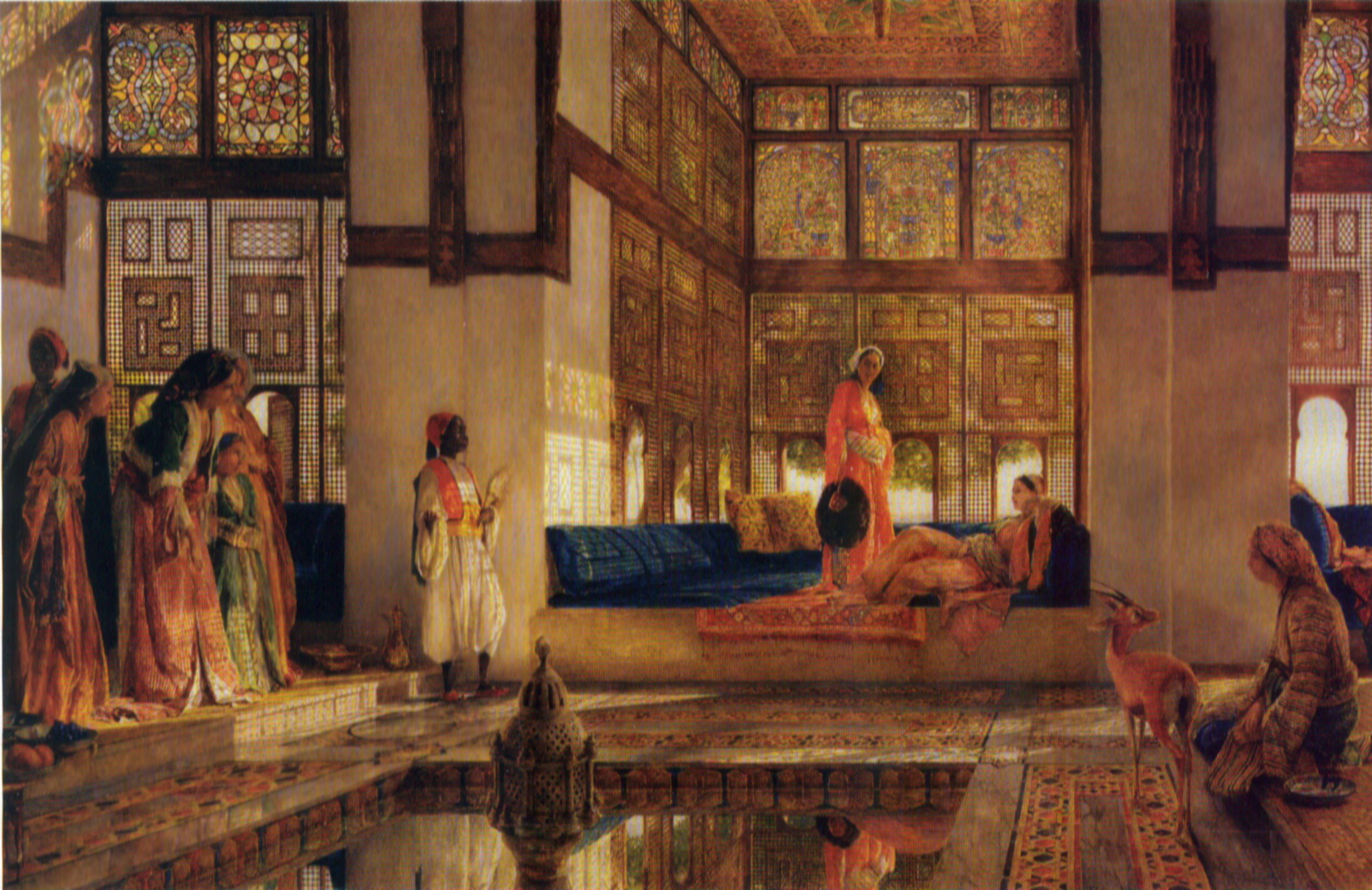
Приёмный покой (1873)
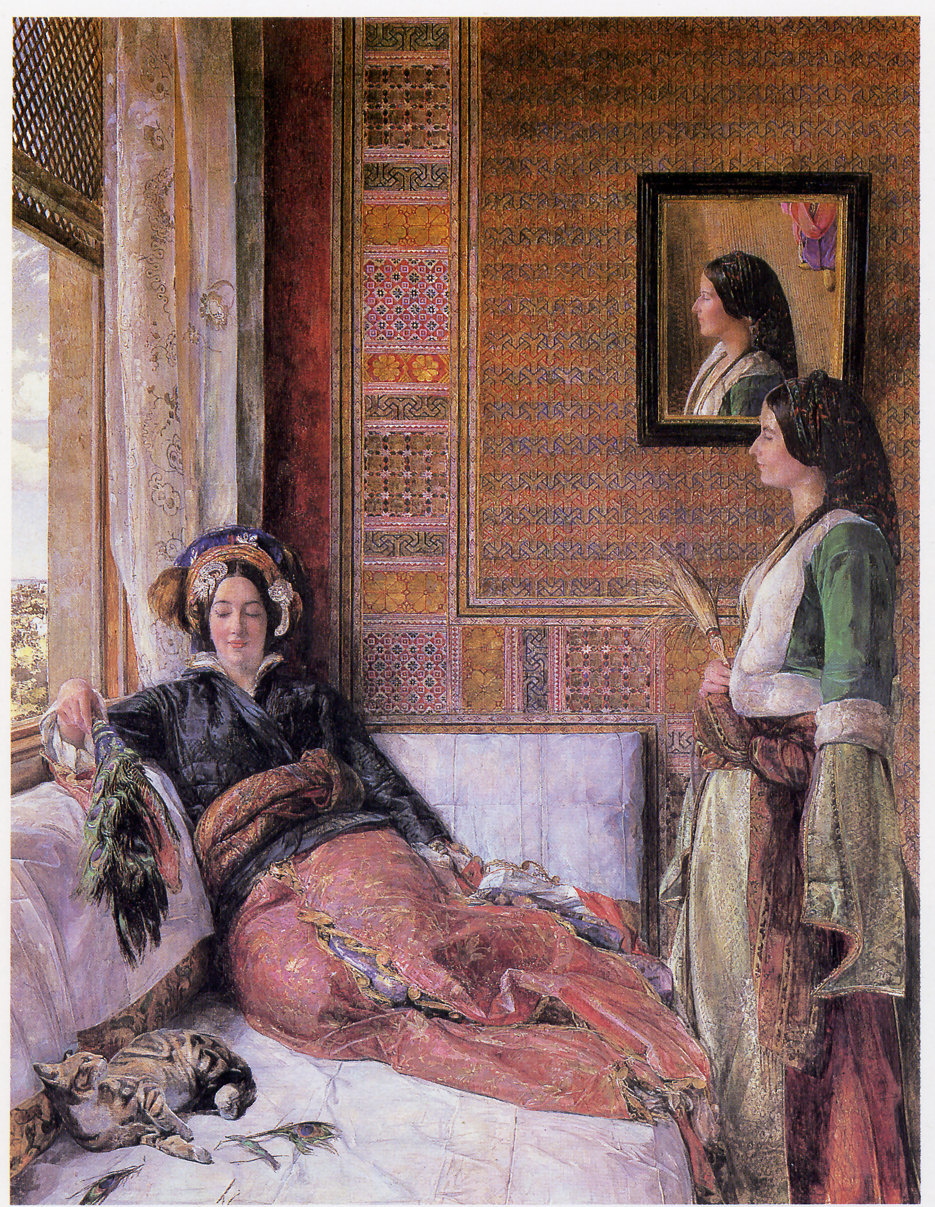
Гаремная жизнь, Константинополь (1857)
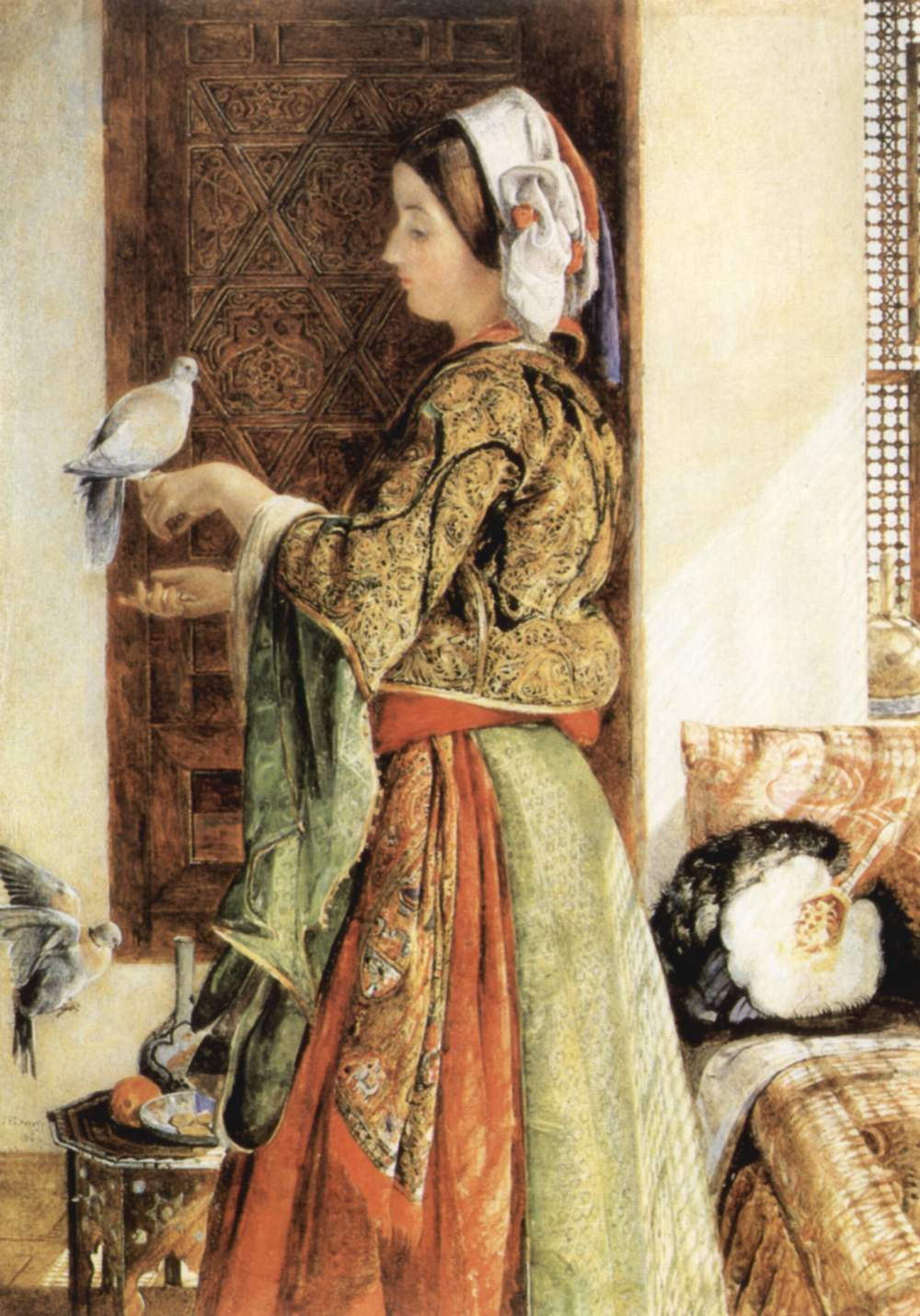
Пойманный голубь, Каир
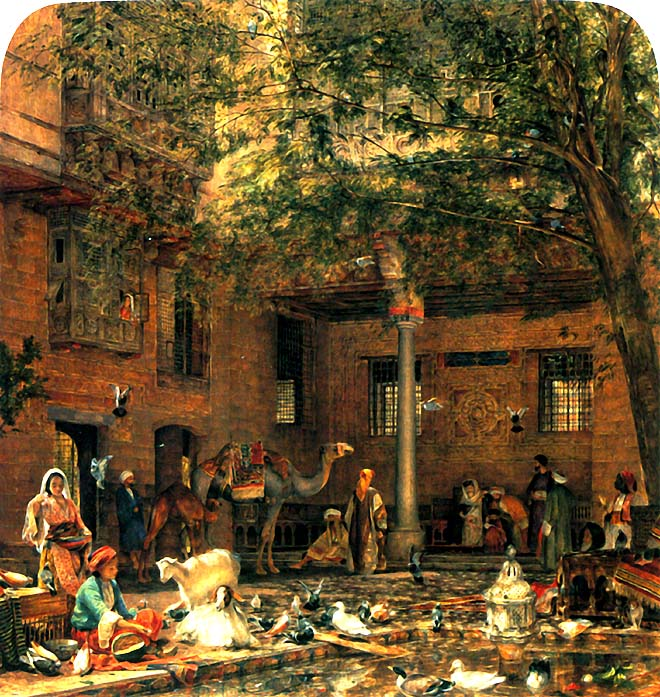
У резиденции коптского патриарха, Каир (1864)
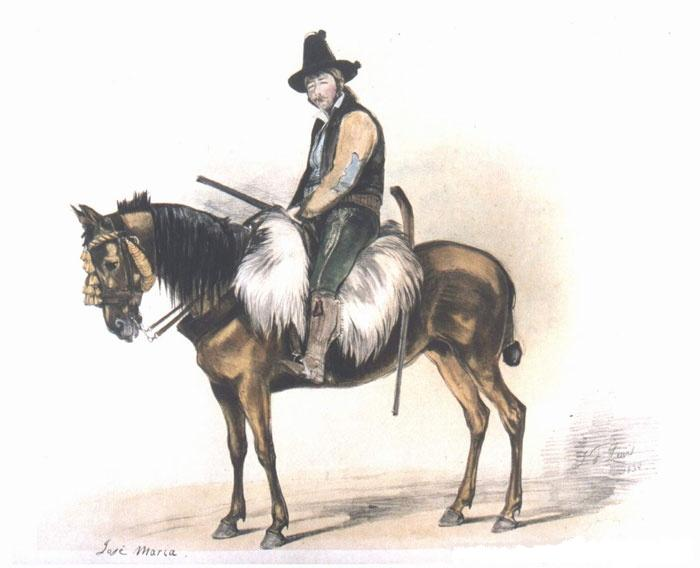
Хосе Мария эль Темпрамильо, известный испанский разбойник (между 1832 и 1834)